# Macta
El curso del río argelino Macta está rodeado por marismas (20 000 ha) parcialmente drenadas entre 1958 y 1962. Actualmente, las áreas pantanosas restantes constituyen una reserva natural donde la flora y la fauna (muchas especies de aves) están en principio protegidas. En el este de Orán, y con la  sebkha de Arzeu, las marismas de Macta han sido un humedal de importancia internacional desde el 2 de febrero de 2001 ( Sitio Ramsar).
El Macta solo tiene 4.8 km de longitud. desemboca en el mar Mediterráneo en el Golfo de Arzew, alrededor de 40 km al oeste de la desembocadura del Chelif.  Está formado por el Habra  (230 km de largo) y el Sig (210 km largo),  que nacen en la Cordillera de Amour y fluyen hacia el norte antes de unirse en una llanura pantanosa, de donde desemboca el Macta.
En noviembre de 2014 el Primer Ministro Abdelmalek Sellal inauguró la megadesalinizadora de agua de mar El Macta. Esta instalación, una de las más grandes del mundo que utiliza el proceso de ósmosis inversa, tiene una capacidad de producción diaria de 500.000 metros cúbicos de agua.
Los uadis  Sig y Habra, que forman el Macta, han sido objeto de intentos de contención desde 1871, pero todos terminaron en fracaso. Al este, el uadi Tinn (o Tine en los mapas de IGN), que se pierde en la llanura de Macta, también ha sido parcialmente represado.

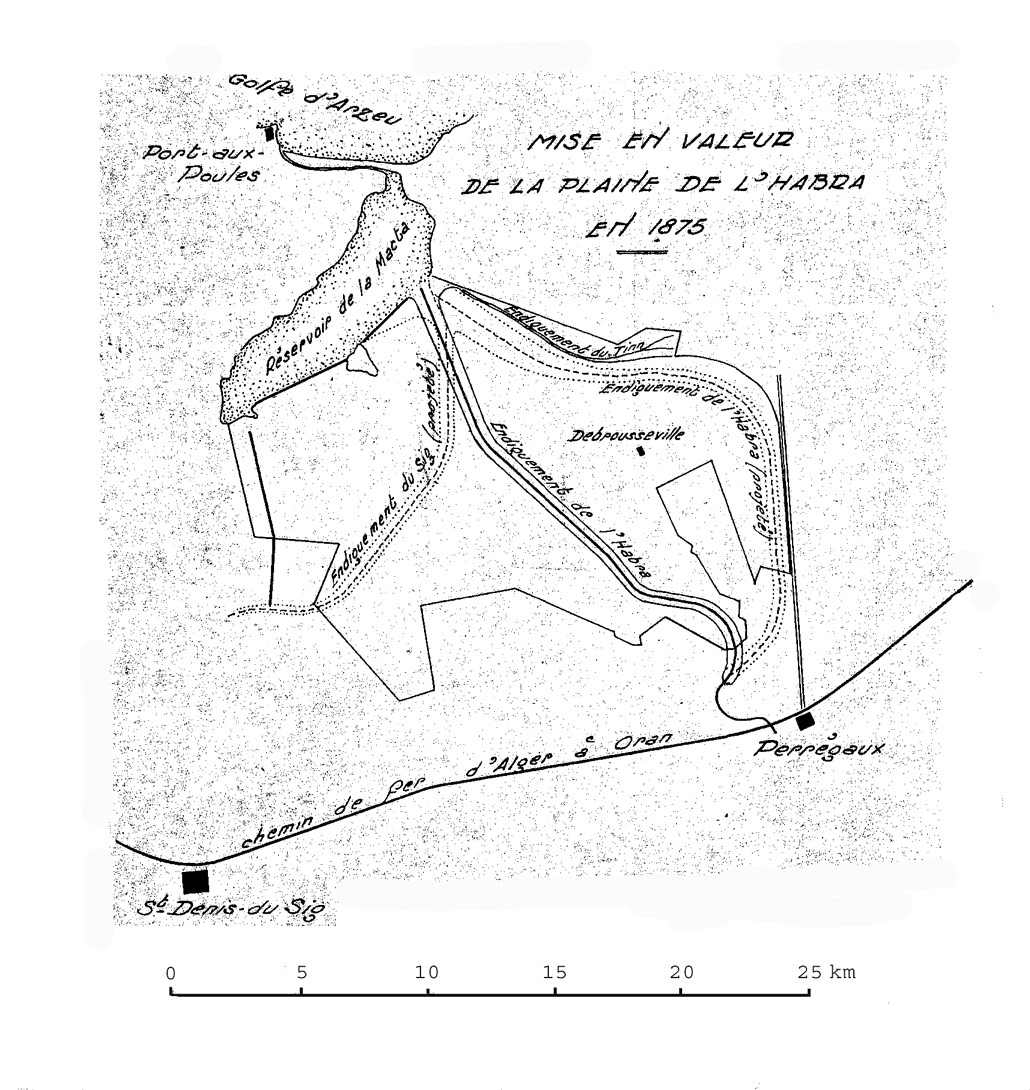
Mapa de los muros de contención de los uadis según Pochet in Simoneau (1952)

## La cuenca hidrográfica
La cuenca del Macta se extiende sobre un área de 14390 km². Está drenada por dos ríos principales: uadi Mebtouh, al oeste y uadi El Hammam al este. Ocupa tres áreas paisajísticas distintas:
- la llanura litoral baja, presenta altitudes habitualmente inferiores a los 9 msnm, lo que favorece la presencia de lagunas, marismas y estepas.
- los macizos, que constituyen la mayor parte de la cuenca. Esta cuenca limita al oeste y noroeste con las montañas de Tessala, y las montañas de Beni-Chougrane ocupan una buena parte de su curso media.
- las amplias llanuras aluviales insertadas en las sierras del valiato de Sidi Bel Abbes.

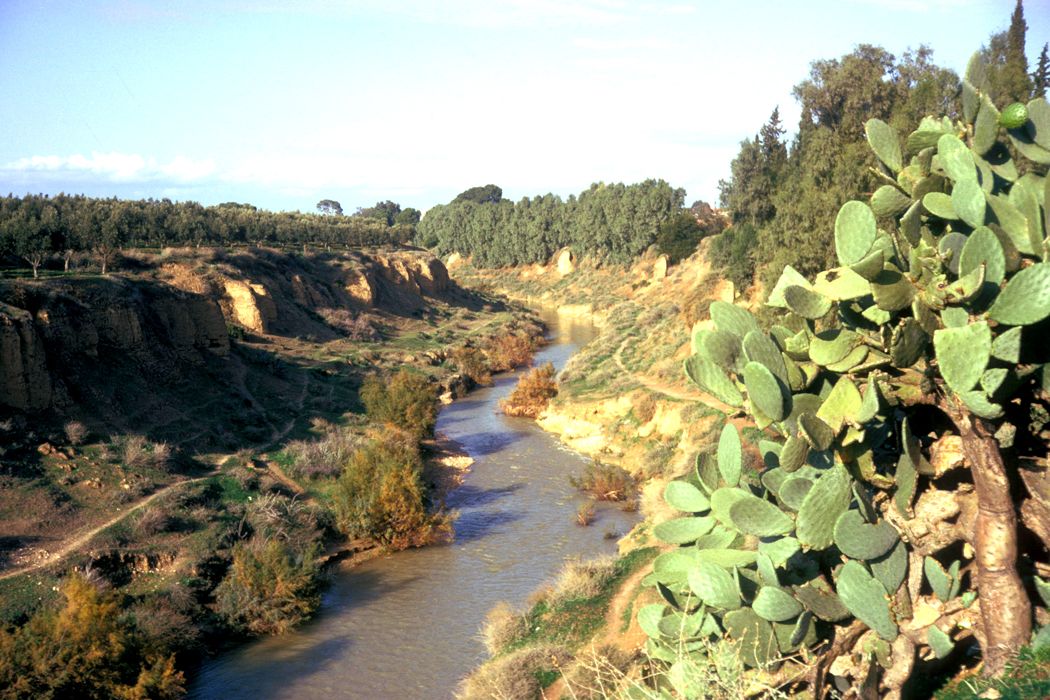
Crecida del uadi Sig en 1975.
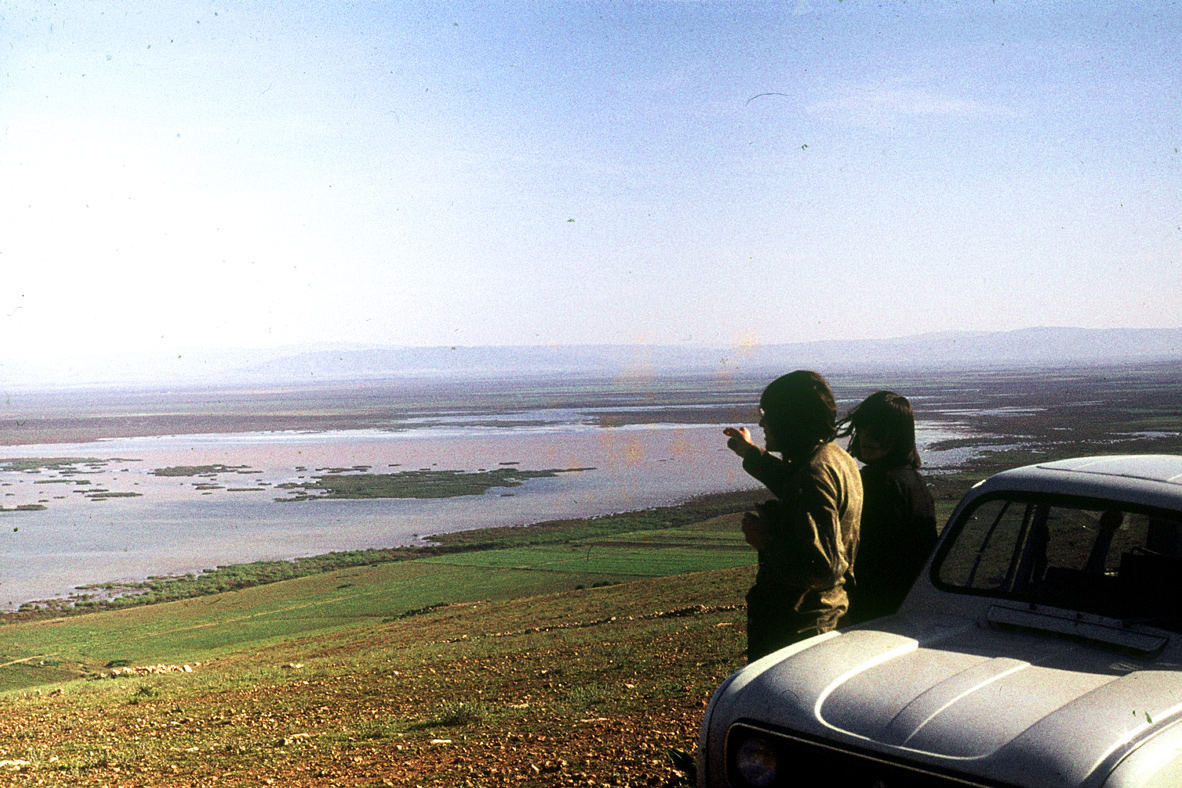
Marismas del Macta vistas desde la W82 en abril de 1977.
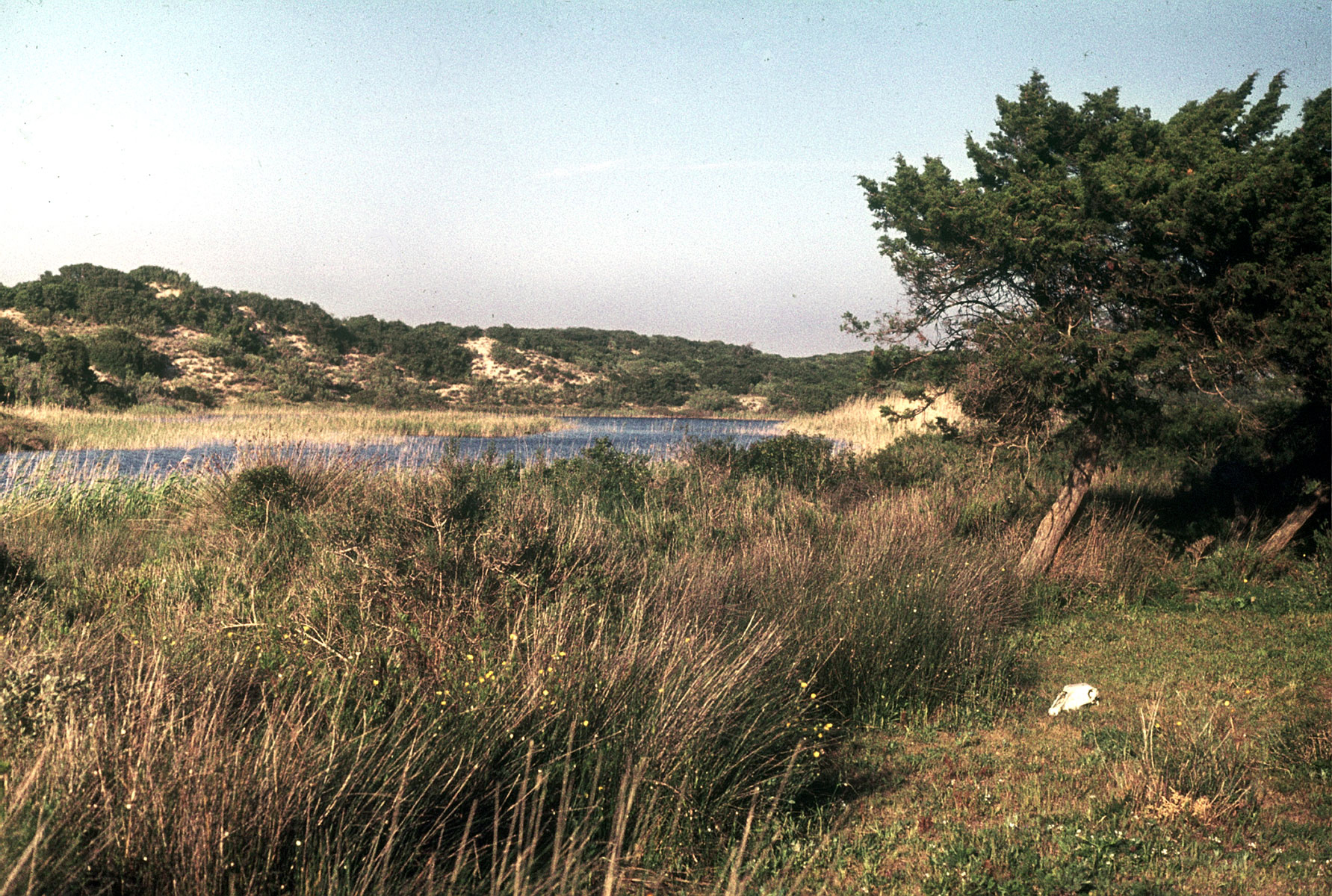
Dunas del Macta (1977).
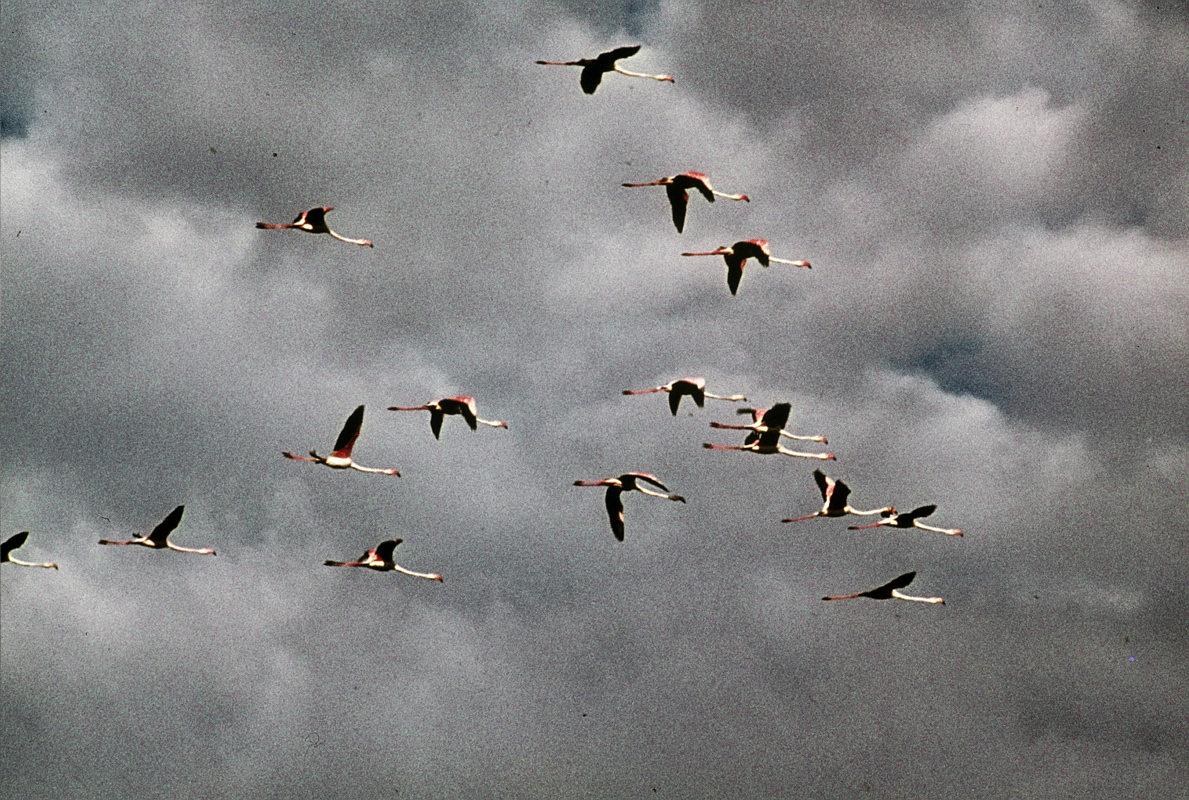
Marismas del Macta : Flamencos rosas en vuelo.

## La llanura costera y su vegetación
La llanura de Macta parece una vasta pradera salada casi absolutamente plana. Esta región tiene la particularidad de presentar rodales puros de Salsolaceae, Juncaceae  y gramineas. Entre ellos:
- rodales de  Arthrocnemum macrostachyum  que ocupan miles de hectáreas en áreas frecuentemente inundadas sujetas a aluviones intensos;
- los rodales de  Juncus maritimus  y  Juncus subulatus , que cubren más de 6.000 ha. en las marismas del Macta (...);
- los rodales de Phragmites communis, no son muy importantes, siempre están ubicados en los lechos principales de los uadis o depresiones siempre inundadas.
- las poblaciones de  Scirpus maritimus  todavía no son muy extensas, pero sí muy numerosas ocupando todas las cuencas arcillosas, fuertemente cloradas e inundadas durante todo el año;
- los rodales de Typha angustifolia son muy raros y solo existen en las marismas de Haciane Mengoub.[7]

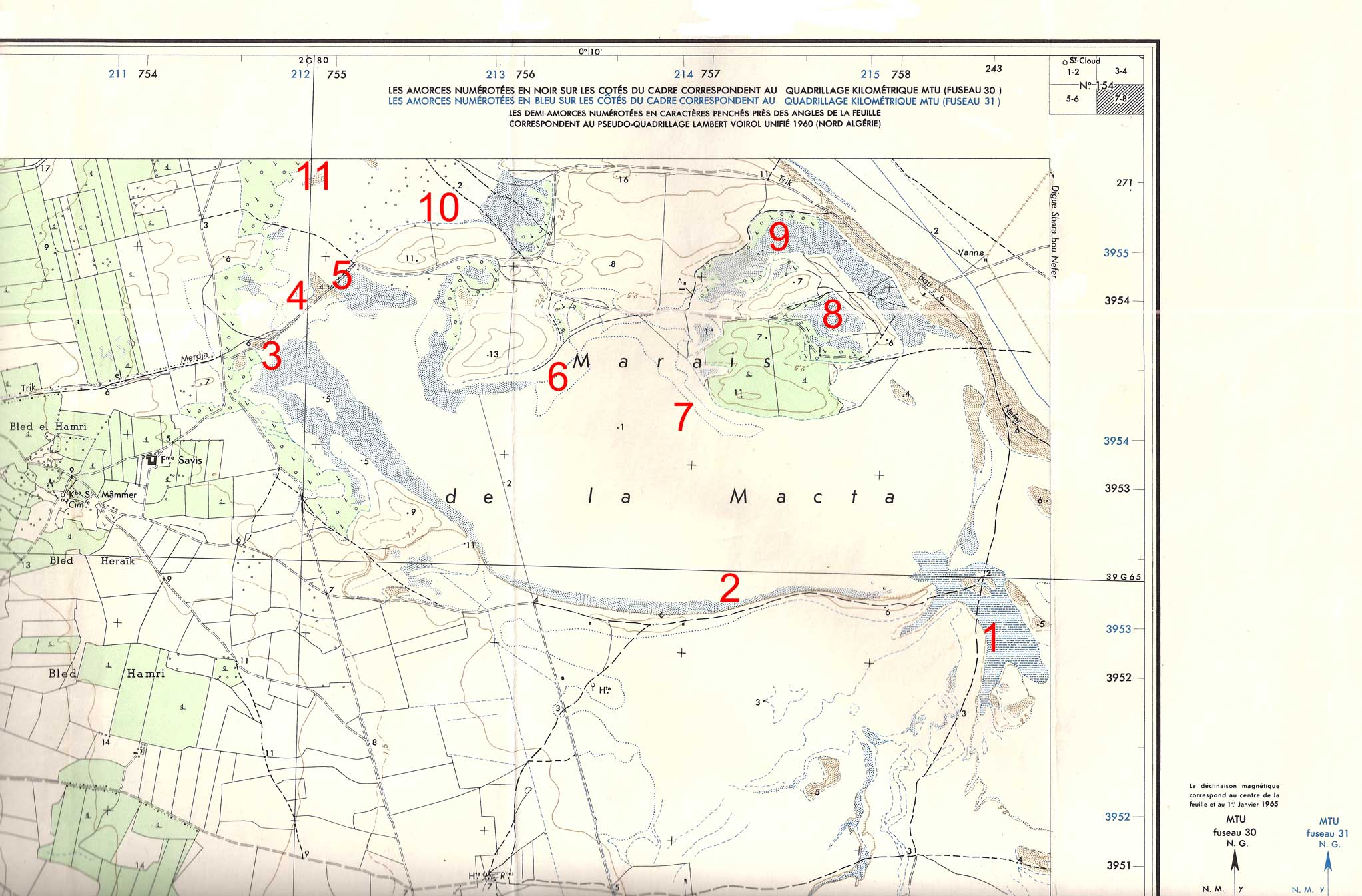
Mapa de la marisma del Macta

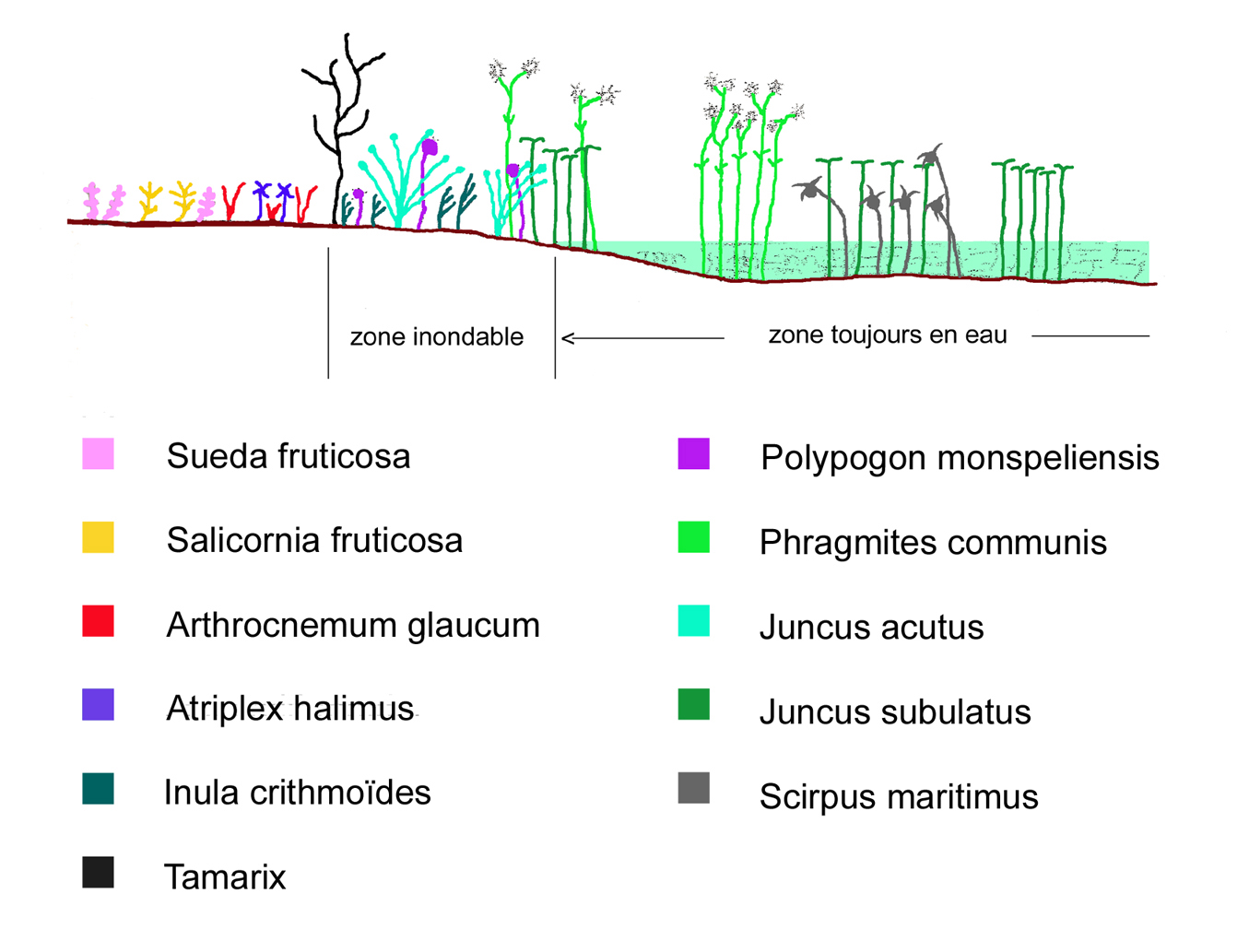
Macta :vegetación en un transecto

Además, en el conjunto formado por las marismas de Macta, las marismas de Mengoub y la llanura de Habra, un bosque de  tarays  o tarajal ocupó, hasta 1960, una gran superficie Pero hoy en día, la presión humana (tala ilegal, incendios y pastoreo intensivo) y la evolución desfavorable de las condiciones climáticas (disminución de lluvias y aumento del período de sequía) la han degradado gravemente: no queda nada, solo unos pocos jirones a lo largo de los uadis Sig y Habra.

## La llanura costera y sus sebkhas
A menos de 10 km al oeste de las marismas de Macta, las salinas de Arzew representan una gran sebkha, es decir  una depresión ocupada por agua salada que no recibe ningún curso de agua importante 
En medio de la llanura baja del Macta, también hay una sebkha: el lago Bou-Nefer, un pequeño lago salado de unas 3 ha, que ocupa una depresión parcialmente rodeada por montículos de arcilla (la estación n.º 8) en el mapa de las marismas de Macta).
Durante los inviernos lluviosos, cuando la llanura del Macta está inundada, puede recibir agua con poco contenido de cloruro del uadi Sig. Pero, a pesar de estas contribuciones, el contenido de agua del lago nunca cae por debajo de 12 g. de NaCl por litro y, al final del verano, cuando son más bajos contienen 60.54 g de NaCl por litro.
En el borde del uadi Tinn, cerca de la carretera W42 y al este de Fornaka, también hay otros pequeños lagos salados como el Toumiette, el Bou Hamida y el Bou Chentous.

## Vegetación y microrrelieve

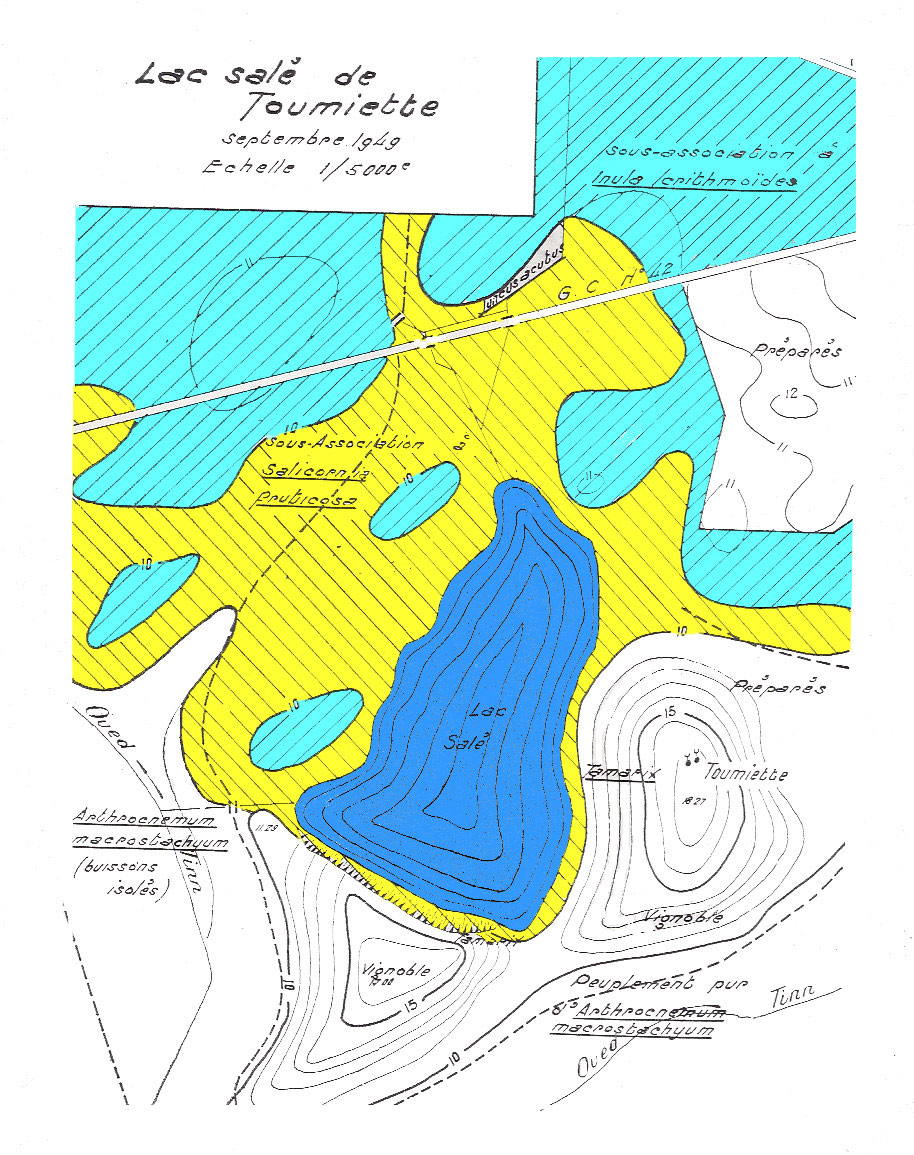
Vegetación y microrrelieve
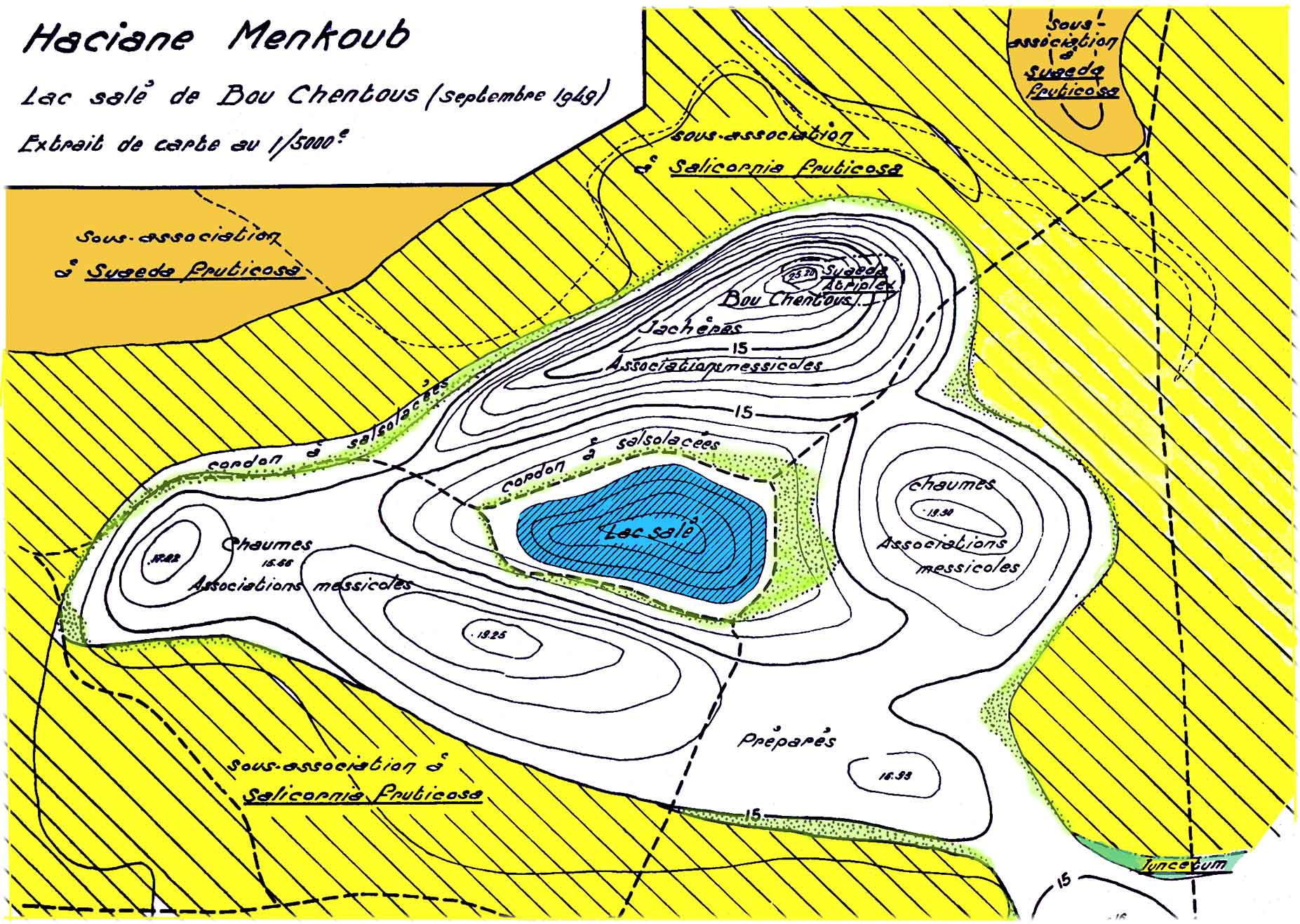
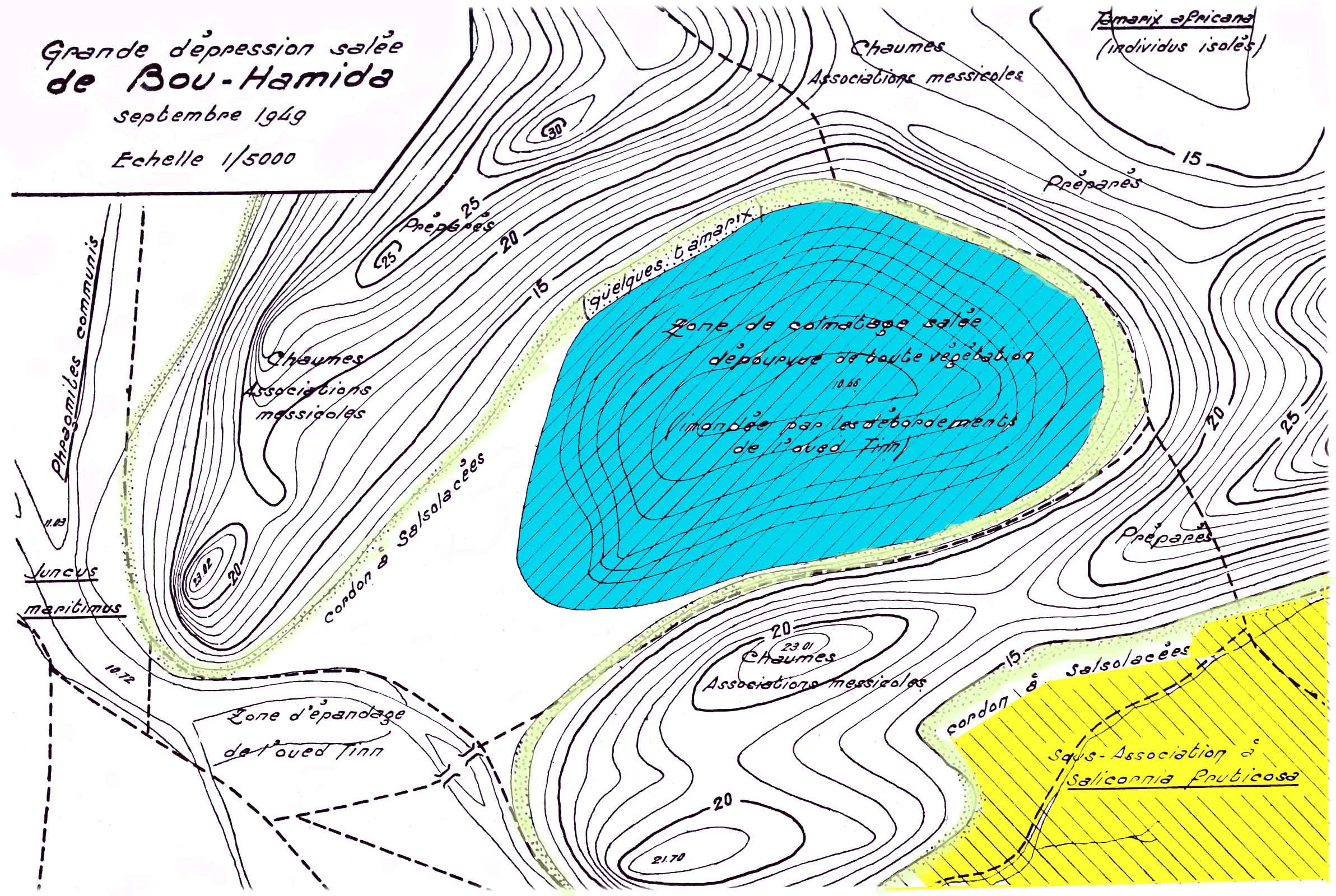
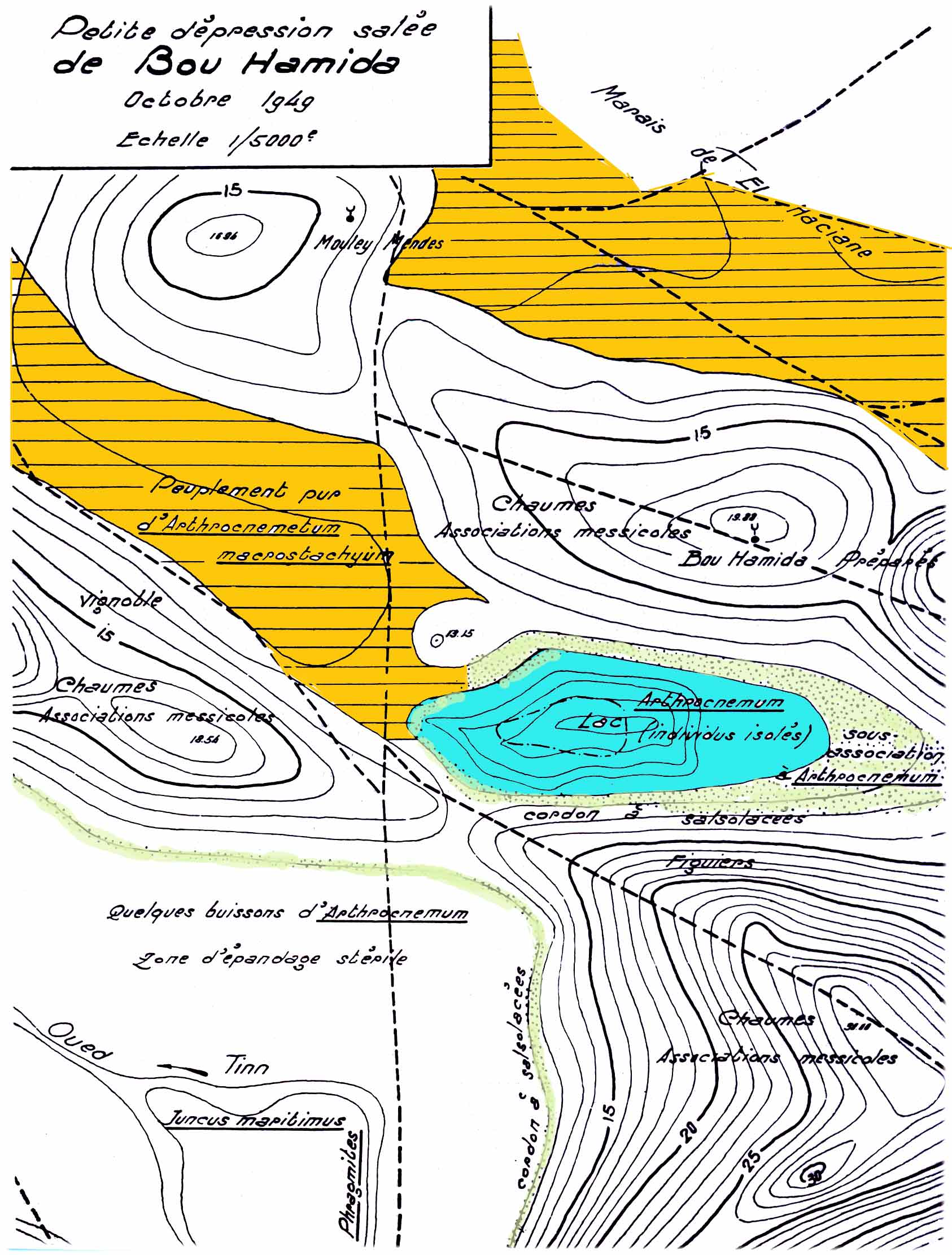

## Los pájaros y la vegetación de las dunas de Macta
El área de dunas costeras limita: 
- al norte, con el mar";

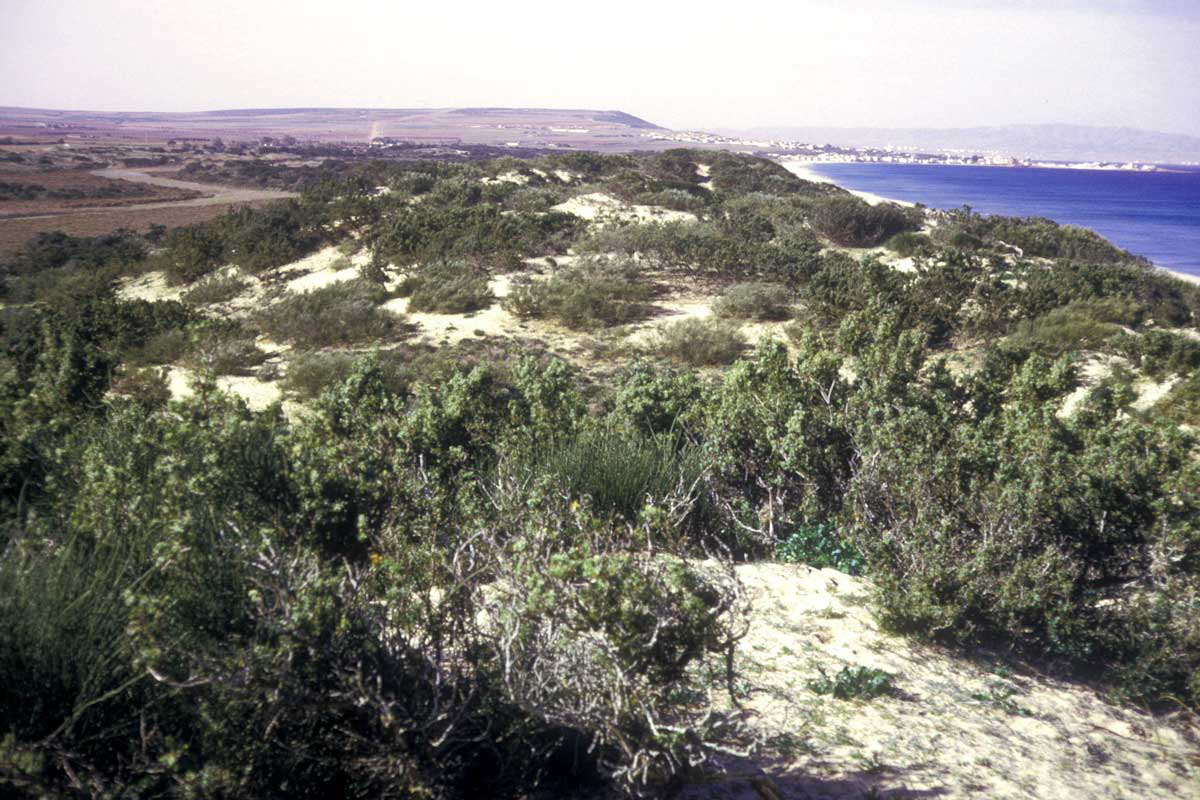
Dunas costeras del Macta en 1975

- al este, con el acantilado y la colina del Marabout de Sidi Mansour;
- hacia el Sur, por la carretera Nacional de Orán a Mostaganem hasta el puente Macta, y luego por el río Macta [10]

El área de esta zona es de aproximadamente 180 ha. La vegetación se caracteriza principalmente por la importancia de los rodales de enebro en las dunas costeras y por la extrema variedad de flora en la margen derecha del río Macta. Las especies halófilas y helófilas crecen allí con las especies litorales (...). Los árboles más hermosos se encuentran en la margen derecha del uadi, al abrigo de la cresta de las dunas. Es debido a su ubicación, que es difícilmente accesible para humanos y animales, que esta vegetación se ha conservado en relativamente buenas condiciones ( ibidem ).
A finales de la década de 1940, el horizonte forestal ya estaba muy degradado: árboles escasos, mutilados, enterrados en la arena ( ibidem ). En 1983, científicos belgas, franceses y holandeses alertaron al Valí de Orán sobre la importancia internacional de las marismas de Macta y sobre el interés ecológico del bosque de dunas costeras.
Pero, con respecto a este rodal forestal, las imágenes de Google Earth no indican que su degradación se haya detenido.

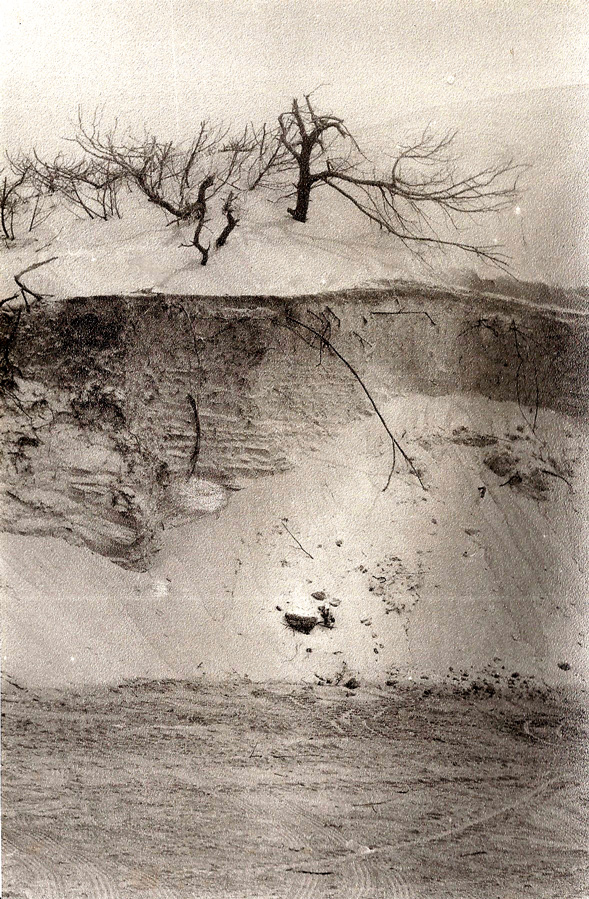
Degradación de una zona de las dunas litorales del Macta en 1983. Sector oeste.

No obstante, la biodiversidad de estas dunas sigue siendo importante. Así, sobre un área de aproximadamente de 1. 2 km y de 5 transectos, Zohra  et al . (2015) observaron 90 especies de plantas pertenecientes a 16 familias.
. 
Entre estas, 3 dominaban claramente la flora costera: Asteraceae (22 especies), Amaranthaceae (19 especies) y Poaceae (15 especies). La mayoría de estas especies (más del 65%) eran de origen mediterráneo. Estas dunas también fueron el hogar de varias especies raras que merecen una protección especial, como oruga de mar y  Uva de mar.
Estas dunas boscosas también representan un hábitat apreciado por toda una serie de aves nidificantes, en particular por: la curruca cabecinegra, el colirrojo diademado el alcaudón norteño, la perdiz moruna, la Tchagra de cabeza negra, la tórtola europea, y entre las rapaces, el águila culebrera. En otoño, muchas aves migratorias se detienen allí justo después de haber cruzado el Mediterráneo .
Estas dunas boscosas comparten características con el Bois des Rièges en Camargue (Francia).

## Conservación
El área está experimentando una presión antropogénica que amenaza su equilibrio natural. De hecho, los gueblis, una población nómada originaria de las Mesetas (Argelia) del Oranesado se establecen para practicar la cría de ovejas.
El sobrepastoreo, que va en aumento y el pastoreo ilegal dentro del perímetro de la reserva natural, está en el origen de varios conflictos entre los pastores nómadas y la Dirección Forestal que es responsable de la protección por un lado y con los agricultores locales en torno a la explotación de tierras estatales, por otro lado.

## Batalla del Macta
En la Batalla de Macta lucharon el 28 de junio de 1835,  guerreros bereberes fueron derrotados por un ejército colonial francés.